# Lekkoatletyka na Letnich Igrzyskach Olimpijskich 1920 – bieg na 5000 m mężczyzn
Bieg na 5000 m mężczyzn był jedną z konkurencji lekkoatletycznych na Letnich Igrzyskach Olimpijskich 1920. Zawody odbyły się w dniach 16-17 sierpnia. W zawodach uczestniczyło 38 zawodników z 16 państw.

## Rekordy
| Rekord świata     | 14:36,6 | Hannes Kolehmainen | Sztokholm (SWE) | 10 lipca 1912 |
| Rekord olimpijski | 14:36,6 | Hannes Kolehmainen | Sztokholm (SWE) | 10 lipca 1912 |

## Wyniki

### Półfinały
Półfinał 1
| Miejsce | Zawodnik             | Czas    | Kwal. |
| ------- | -------------------- | ------- | ----- |
| 1       | Rudolf Falk          | 15:17,8 | Q     |
| 2       | Herbert Irwin        | 15:17,8 | Q     |
| 3       | Teodor Koskenniemi   | 15:22,0 | Q     |
| 4       | Clifford Furnas      | 15:23,0 | Q     |
| 5       | Augusto Maccario     | 15:23,2 |       |
| 6       | Alfred Gaschen       | 15:38,0 |       |
| 7       | Jean-Baptiste Manhès | 16:17,8 |       |
| —       | Pierre Trullemans    | DNF     |       |
| —       | Panajotis Retelas    | DNF     |       |
| —       | Tommy Town           | DNF     |       |

Półfinał 2
| Miejsce | Zawodnik              | Czas    | Kwal. |
| ------- | --------------------- | ------- | ----- |
| 1       | Joe Blewitt           | 15:19,8 | Q     |
| 2       | Julien Van Campenhout | 15:22,6 | Q     |
| 3       | Horace Brown          | 15:31,8 | Q     |
| 4       | Nils Bergström        | 15:39,4 | Q     |
| 5       | Lucien Duquesne       | 16:08,2 |       |
| 6       | Juan Muguerza         |         |       |
| 7       | Konosuke Sano         |         |       |
| —       | Artur Nielsen         | DNF     |       |
| —       | Teodoro Pons          | DNF     |       |
| —       | Carlo Martinenghi     | DNF     |       |

Półfinał 3
| Miejsce | Zawodnik           | Czas    | Kwal. |
| ------- | ------------------ | ------- | ----- |
| 1       | Carlo Speroni      | 15:27,6 | Q     |
| 2       | Paavo Nurmi        | 15:33,0 | Q     |
| 3       | William Seagrove   | 15:53,6 | Q     |
| 4       | Emanuel Lundström  | 16:04,2 | Q     |
| 5       | Charles Hunter     |         |       |
| 6       | Aleksandros Kranis |         |       |
| 7       | François Vyncke    |         |       |
| 8       | Karel Pacák        |         |       |
| —       | Abd al-Ali Mahdżub | DNF     |       |

Półfinał 4
| Miejsce | Zawodnik             | Czas    | Kwal. |
| ------- | -------------------- | ------- | ----- |
| 1       | Joseph Guillemot     | 15:33,0 | Q     |
| 2       | Eric Backman         | 15:34,0 | Q     |
| 3       | Ivan Dresser         | 15:41,8 | Q     |
| 4       | Alfred Nichols       | 15:54,0 | Q     |
| 5       | Ilmari Vesamaa       | 15:54,4 |       |
| 6       | Jón Jónsen           |         |       |
| 7       | Henri Smets          |         |       |
| 8       | Gerardus van der Wel |         |       |
| 9       | Tomeichi Oura        |         |       |

### Finał
| Miejsce | Zawodnik              | Czas    |
| ------- | --------------------- | ------- |
| 1       | Joseph Guillemot      | 14:55,6 |
| 2       | Paavo Nurmi           | 15:00,0 |
| 3       | Eric Backman          | 15:13,0 |
| 4       | Teodor Koskenniemi    | 15:17,0 |
| 5       | Joe Blewitt           | 15:19,0 |
| 6       | William Seagrove      | 15:21,0 |
| 7       | Carlo Speroni         | 15:21,2 |
| 8       | Alfred Nichols        | 15:24,0 |
| 9       | Julien Van Campenhout | 15:25,0 |
| 10      | Nils Bergström        | 15:29,5 |
| 11      | Herbert Irwin         |         |
| 12      | Emanuel Lundström     |         |
| —       | Rudolf Falk           |         |
| —       | Clifford Furnas       | DNF     |
| —       | Horace Brown          | DNF     |
| —       | Ivan Dresser          | DNF     |